# ハーバート・マリン
ハーバート・ウィリアム・マリン（英語: Herbert William Mullin, 1947年4月18日 - 2022年8月18日）は、アメリカ合衆国の連続殺人犯。1970年代の前半にカリフォルニア州で13人を殺害した。彼は大地震を防ぐために殺害を実行したと自供している。1973年、責任能力の有無に関する審理の後、2件の第一級殺人と9件の第二級殺人の罪で終身刑が言い渡された。
彼の8回の仮釈放申請は、すべて拒否された。
犯行のあった1972年から73年にかけて、同じ地域でエドモンド・ケンパーも犯行を重ねていたことから警察捜査に大きな混乱が生じた。
その結果、2人が逮捕される（1972年2月にマリン、ケンパーは4月）までの間に合わせて21人が犠牲になった。

## 幼少期から学生時代、精神的な問題を抱えるまで
ハーバート・マリンは1947年4月18日、カリフォルニア州サリナスに生まれる。 伝えられるところによると、彼の父は厳格ではあったものの虐待はしていなかったと言う。マリンが5歳になる頃には、一家はサンフランシスコに引っ越している。
学生時代のマリンは多くの友人を持ち、16歳にはクラスの"最も成功しそうな人物"に選ばれている。その一方で、妄想型統合失調症に悩まされている。 1965年、高校卒業から間もない頃に交通事故で友人を亡くすと、マリンは大きな衝撃を受け、彼は部屋に亡くなった友人の祭壇を作り、次第に転生思想に取り憑かれるようになった。
1969年に初めて精神病院に入院する。 その後、数年にわたり、複数の精神病院に入院する。最終的に5つの精神病院に強制入院させられたが、いずれも"自傷および他人を害する恐れはない"と診断され退院させられた。 、20代の半ばには、LSD (薬物)と大麻の使用も加わり彼の病状は悪化していた。

## 殺人
1972年、25歳の時にフェルトンの両親の元に戻るとボクシングに夢中になるが、デビュー戦で敗退しボクサーになるのを断念。 この頃からマリンはサンフランシスコ地震の発生日やアルベルト・アインシュタインの命日と同じ4月18日に生まれたことに何か重要な意味があると信じて疑わなかった。
マリンは、ベトナム戦争は多くのアメリカ兵の命を生贄にして大地震を防ぐために始まったと信じていた。しかし、（アメリカ側の見解では）戦争が終わりが近づいた1972年の終わりになると、悲惨な地震を防ぐために人を殺して生贄にするようになる。彼は後に、"地震を防ぐために命を奪えとテレパシーで父に命じられた"と語っている。
1972年10月13日、マリンは55歳のホームレス、ローレンス・ホワイトを野球のバットで撲殺する。
道端に停めた車のボンネットを開けてエンジントラブルで困っているように装ったマリンに、車を直すのと引き換えにちょっと乗せてくれないかと言ってきたのが被害者のホワイトだった。 マリンは死体を森に引きずり込み、その翌日にホワイトは発見された。
後のマリンの主張によれば、被害者がまるで聖書のヨナのように見え、彼に"俺を捕まえて、ボートから投げ捨ててみろ。俺を殺せば他の誰かが助かるぞ"とテレパシーを送ったと言っている。
マリンは、すぐに次の殺人に取り掛かる。第二の殺人は、環境が急激に汚染されているという仮説の検証と次の生贄へと導く父の幻聴に従って行動することが目的だった。
1972年10月24日、約束に遅れて急ぐカブリオカレッジの学生マーガレット・ギルフォイルと出くわす。 彼はギルフォイルに車に乗るよう誘ったあと、運転中に彼女の胸を刺して殺した のち、彼女の体から取り出した臓器を調べ公害の証拠を探した。 ギルフォイルの遺体は事件から数ヶ月後の1973年2月まで発見されなかった
その直後から、マリンは彼を導く幻聴が父の声かどうか疑うようになる。1972年11月2日、この気持ちの迷いをはらうために、サンタクララ郡ロスガトスのカトリック教会で告解した。
教会の保護下にあった1973年、マリンは彼の告解を聞いていた司祭のヘンリー・トメイが自発的に次の生贄に申し出てきたと陳述している。マリンは司祭を殴打し、刺し、逃げる間も与えずその場で殺害した。
1973年の1月ごろ、マリンは海兵隊の入隊を申請している。
合法的に彼の使命（生贄のための殺人）を遂行するためだったが、犯罪記録の照会に同意しなかったので入隊は拒否された。
1973年に入ると、ドラッグの使用を完全にやめたマリンは、それまでの失敗続きの人生をドラッグのせいにした。
彼はかつての友ジム・ジャネラを探すことにする。 ジャネラは彼に大麻を教え、彼を重度な薬物中毒に至らしめた張本人と考えたからである。 1月の初め、ジャネラが住んでいたサンタクルーズの外れを訪れる。最初に訪問した家にはジャネラ夫婦の友人キャスリーン・フランシスが住んでおり、ジャネラたちはそこからさらに行った先の山小屋に住んでいると教えた。 彼はジャネラの家を突き止め、ジャネラが大麻の味を教えたせいで自分の人生が台無しになったこと、なぜそんなことを自分に教えたか問い詰めたが、納得のいく答えを得られずジャネラを撃った。 ジャネラは死に際にバスルームにいる妻に、鍵をかけて身を守れと伝えるも、マリンはドアを壊して押し入り彼の妻も射殺する。 それからマリンはキャスリーン・フランシスの家に戻り、彼女と2人の子供（4歳のデーモン、9歳のデービッド）も射殺した。両家とも大麻のディーラーとして目をつけられており、いずれの遺体も同様に何度も刺していたことから、警察は2つの家の殺人は麻薬取引に関連するものと考え、司祭やヒッチハイカーの事件との関連を捜査しなかった。
およそ1ヶ月後の2月10日、マリンがサンタクルーズの州立公園でハイキングをしていると、違法にキャンプをする4人の少年（ロバート・スペクター18歳、ブライアン・スコット19歳、デービッド・オライカー18歳、マーク・ドレイベルス15歳）を見つける。 彼は少年たちと軽く会話したあと自分はパークレンジャーだと伝えた。彼は「ここでキャンプをすると森が”（マリンの考えるところの）汚染”される」ので立ち去るよう伝えたが、少年たちは軽く追い払い、テントに籠もってしまった。 翌日、現場に戻ったマリンは彼の22口径の拳銃で4人の頭を撃ち、全員を殺害する。死後、マリンは少年たちのテントから22口径ライフルと20ドルを盗んでいる。
事件の起こった週の終わりには4人の遺体が発見されたが、それを待たずにマリンは次の事件を起こす。 2月13日、マリンが両親のもとに薪を運ぶ途中、サンタクルーズの自宅で庭いじりをする72歳の元鮮魚商フレッド・アビー・ペレス を見つけたマリンは、Uターンして車を停めると、少年たちから奪ったライフルでボンネット越しにペレスの胸を撃つ。 この犯行の一部始終を目撃した隣人の通報により、マリンの車のナンバーが手配されると、 数分後にマリンの車はパトロール警官によって発見される。マリンは車に4人の少年を殺したピストルとペレスの殺害に使ったライフルを持っていたが、抵抗することなく大人しく逮捕された。
いくつかの理由で、当初、警察は一連の犯行をマリンによるものだと認識していなかった。1つには、殺害に使われた凶器と手口に関連性が薄いこと。2つには、被害者の間に年齢、人種、性別の共通点が見当たらないこと。そして、同時期に同じエリアで殺人を繰り返すエドモンド・ケンパーの8番目の被害者が見つかったことも捜査を難しくさせた。

## 裁判と収監
サンタクルーズ地区検察局はマリンを10件の殺人容疑で起訴し、1973年7月30日に裁判が始まった。 マリンはすべての犯行に関与したことを認めていたため、争点は審理は法的責任能力の有無に絞られた。 検察官のクリス・コトルはマリンが車を隠し、犯行に計画性があることを強調する 一方で、被告側の公選弁護人ジム・ジャクソンは彼の妄想が殺人を行わせたと反論した。 8月19日、14時間の審議を経て、陪審員は、ジム・ジャネラとキャスリーン・フランシスの殺害には計画性が認められるとして第一級殺人罪、残る8件については衝動的な犯行として第二級殺人罪で有罪の判決を出した。 26歳のマリンは10件の殺人で有罪判決を受ける。
サンタクララ郡検察局は、マリンをヘンリー・トメイ司祭の殺害容疑で起訴する。1973年12月11日に始まった裁判では、検察の主張する第一級殺人の罪について、当初は心神耗弱から無罪であると反論したが、最終的に第二級殺人の罪を認めた。
サンタクルーズ裁判所は終身刑の判決を言い渡す。
マリンの身柄はカリフォルニア州アイオンにあるミュールクリーク刑務所に収監されており、1980年から今まで8回の仮出獄申請が提出されているが、いずれも否決されている。
拘置後、マリンは自分の犯行は、環境保護のためにやったと述べている。 これについてカリフォルニア大学サンタクルーズ校のデービッド・マーロウ教授は、彼は妄想型の統合失調症と診断された。
マリンは、同時期に同エリアで犯行を重ね、同じころに逮捕されたエドモンド・ケンパーとの交流がある。
二人の房が隣り合う時期もあった。しかし、ケンパーはマリンを"彼は意味もなく人を殺した"と毛嫌いしている。
ケンパーは後に「あいつは歌い出すクセがあって、テレビを見たい連中が困ってたんだ。だから俺は水をぶっかけてあいつを黙らせる。それでいい子にしてるときにはピーナッツをやったんだよ。あいつはピーナッツが好きでな。これがよく効いて、じきに歌う前に許可を取るようになったよ。これぞ条件づけってやつだ」と語っている。
ケンパーはマリンについて「あいつは、たくさんの痛み、苦しみ、憎しみを胸の内に秘めていたんだ。だけど、あいつは知ってる相手に対して何かをする根性もないから、知らない相手を狙ったんだよ」と語っている。同じインタビューでは、収監されるまでの似たような過去を指して、マリンを「その点では同士だ」と言っている。また、ケンパーはマリンとの会話についても語っている。
「ハービー、俺は何があったかは知ってる。地震がどうのとか神が何を言ったかとか、俺に言うな。俺がプレッシャーをかけたことで神が何を言ってようと、俺に話しかけるな。おまえがやったような少しショッキングなことがバレると、すぐに神は語りだすんだよ。おまえはそういう病気なんだよ。俺はそんな連中を見て育ってきた」

## 死去

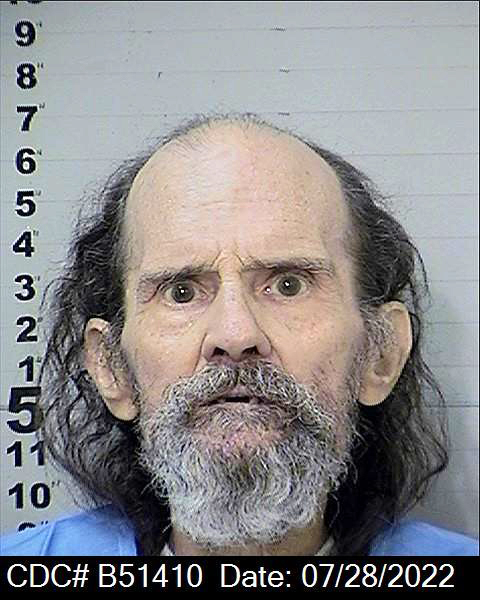
マリン（2022年撮影）

2022年8月18日、カリフォルニアの療養施設で死亡。75歳。自然死だった。

## 被害者
| 番号 | 名前                                 | 性別 | 年齢 | 殺害日時       | 注釈                                       |
| ---- | ------------------------------------ | ---- | ---- | -------------- | ------------------------------------------ |
| 1    | ローレンス・ホワイト                 | 男   | 55   | 1972年10月13日 | 野球のバットで頭を繰り返し殴られる         |
| 2    | メアリー・マーガレット・ギルフォイル | 女   | 24   | 1972年10月24日 | 刺殺され内臓を取り除かれた上に骨も抜かれた |
| 3    | ヘンリー・トメイ神父                 | 男   | 64   | 1972年11月2日  | 殴られ心臓を刺される                       |
| 4    | ジム・ラルフ・ジャネラ               | 男   | 25   | 1973年1月25日  | 背中を含む3か所を撃たれ、肺に穴が開く      |
| 5    | ジョアン・ジャネラ                   | 女   | 21   | 1973年1月25日  | 首と左目の上から頭を撃たれ、3度刺された    |
| 6    | キャスリーン・フランシス             | 女   | 29   | 1973年1月25日  | 射殺された後、遺体を刺される               |
| 7    | デーモン・フランシス                 | 男   | 4    | 1973年1月25日  | 頭を撃たれて死んだ後、刺される             |
| 8    | デービッド・ヒューズ                 | 男   | 9    | 1973年1月25日  | 頭を撃たれて死んだ後、刺される             |
| 9    | デービッド・オライカー               | 男   | 18   | 1973年2月10日  | 頭を撃たれる                               |
| 10   | ロバート・スペクター                 | 男   | 18   | 1973年2月10日  | 頭を撃たれる                               |
| 11   | ブライアン・スコット・カード         | 男   | 19   | 1973年2月10日  | 頭を撃たれる                               |
| 12   | マーク・ドレイベルビス               | 男   | 15   | 1973年2月10日  | 頭を撃たれる                               |
| 13   | フレッド・アビー・ペレス             | 男   | 72   | 1973年2月13日  | 心臓を撃たれる                             |

## ハーバート・マリンを扱った作品
- ドラマ"クリミナル・マインド"でマリンについて2回触れられる。

### 関連書籍
- Lunde, Donald T. (1979). Murder and Madness. The Portable Stanford. New York: Norton. ISBN 978-0393009545. OCLC 258574271
- Lunde, Donald T.; Morgan, Jefferson (1980). The Die Song: a Jurney Into the Mind of a Mass Murderer (1st ed.). New York: Norton. ISBN 978-0-393-01315-3. OCLC 1033636320
- Ressler, Robert K.; Shachtman, Tom (1992). Whoever Fights Monsters (1st ed.). New York: St. Martin's Press. ISBN 978-0312078836. OCLC 25245627
- Torrey, E. Fuller (2008). The Insanity Offense: How America's Failure to Treat the Seriously Mentally Ill Endangers Its Citizens (1st ed.). New York; London: W. W. Norton & Company. ISBN 978-0393066586. OCLC 1335103780.  オリジナルのJanuary 27, 2021時点におけるアーカイブ。
- Schechter, Harold (2004). The Serial Killer Files (1st ed.). New York: Ballantine. ISBN 978-0345465665. OCLC 1151274027